# وادي المعقل
وادي المعقل هو واد في تهامة بلاد بلقرن في محافظة العرضيات إلى الغرب من وادي قنونا، ويفصل بين قرية الجعافر وبين قرية السويد.